# Équipe d'Argentine de football à la Copa América 2004
L'équipe d'Argentine de football participe à sa 37e Copa América lors de l'édition 2004 qui se tient en Argentine du 26 juin 2007 au 15 juillet 2007.
Les argentins se classent deuxième du groupe B puis ils éliminent successivement le Pérou en quart de finale, la Colombie en demi-finale et perdent face au Brésil la finale.

## Phase de groupes
| Team      | J | G | N | D | BP | BC | D  | Pts |
| --------- | - | - | - | - | -- | -- | -- | --- |
| Mexique   | 3 | 2 | 1 | 0 | 5  | 3  | +2 | 7   |
| Argentine | 3 | 2 | 0 | 1 | 10 | 4  | +6 | 6   |
| Uruguay   | 3 | 1 | 1 | 1 | 6  | 7  | −1 | 4   |
| Équateur  | 3 | 0 | 0 | 3 | 3  | 10 | −7 | 0   |

| 7 juillet 2004 | Argentine                                                                  | 6 – 1 | Équateur    | Estadio Elías Aguirre, Chiclayo |                             |
|                | González 5e (pen.) · Saviola 64e 75e 79e · D'Alessandro 84e · González 90e |       | Delgado 62e | Arbitrage : Carlos Amarilla     | Arbitrage : Carlos Amarilla |

| 10 juillet 2004 | Mexique    | 1 – 0 | Argentine | Estadio Elías Aguirre, Chiclayo |                            |
|                 | Morales 8e |       |           | Arbitrage : Márcio Rezende      | Arbitrage : Márcio Rezende |

| 13 juillet 2004 | Argentine                                   | 4 – 2 | Uruguay                     | Estadio Miguel Grau, Piura |                          |
|                 | González 19e · Figueroa 20e 89e · Ayala 80e |       | Estoyanoff 7e · Sánchez 38e | Arbitrage : Rubén Selman   | Arbitrage : Rubén Selman |

### Quarts de finale
| 17 juillet 2004 | Argentine | 1 – 0 | Pérou | Estadio Elías Aguirre, Chiclayo |                             |
|                 | Tévez 60e |       |       | Arbitrage : Carlos Amarilla     | Arbitrage : Carlos Amarilla |

### Demi-finale
| 20 juillet 2004 | Argentine                            | 3 – 0 | Colombie | Estadio Nacional, Lima       |                              |
|                 | Tévez 33e · González 50e · Sorín 80e |       |          | Arbitrage : Gilberto Hidalgo | Arbitrage : Gilberto Hidalgo |

### Finale

#### Argentine - Brésil
| 25 juillet 2004                          | Argentine                         | 2 – 2 a.p.                   | Brésil                     | Estadio Nacional, Lima      |                             |
|                                          | González 20e (pen.) · Delgado 87e |                              | Luisão 45e · Adriano 90+3e | Arbitrage : Carlos Amarilla | Arbitrage : Carlos Amarilla |
| D'Alessandro · Heinze · González · Sorín | Tirs au but 2 – 4                 | Adriano · Edu · Diego · Juan |                            | Arbitrage : Carlos Amarilla | Arbitrage : Carlos Amarilla |

| Argentina | Brasil |

| GK              | 1  | Roberto Abbondanzieri |     |     |
| DF              | 6  | Gabriel Heinze        |     |     |
| DF              | 2  | Roberto Ayala         |     |     |
| DF              | 22 | Fabricio Coloccini    |     |     |
| MF              | 8  | Javier Zanetti        |     |     |
| MF              | 3  | Juan Pablo Sorín      | 25e |     |
| MF              | 5  | Javier Mascherano     | 72e |     |
| MF              | 16 | Lucho González        |     | 75e |
| FW              | 18 | Kily González         |     |     |
| FW              | 11 | Carlos Tévez          |     | 90e |
| FW              | 21 | Mauro Rosales         |     | 64e |
| Substitutions : |    |                       |     |     |
| FW              | 19 | César Delgado         |     | 64e |
| MF              | 10 | Andrés D'Alessandro   |     | 75e |
| DF              | 4  | Facundo Quiroga       |     | 90e |
| Manager :       |    |                       |     |     |
| Marcelo Bielsa  |    |                       |     |     |

| GK                      | 1  | Júlio César  | 51e |     |
| DF                      | 4  | Juan         |     |     |
| DF                      | 13 | Maicon       |     |     |
| DF                      | 6  | Gustavo Nery |     |     |
| DF                      | 3  | Luisão       | 58e | 82e |
| MF                      | 10 | Alex         |     | 63e |
| MF                      | 8  | Kléberson    |     | 55e |
| MF                      | 5  | Renato       |     |     |
| MF                      | 11 | Edu          | 38e |     |
| FW                      | 9  | Luís Fabiano |     |     |
| FW                      | 7  | Adriano      |     |     |
| Substitutions :         |    |              |     |     |
| MF                      | 19 | Diego        |     | 55e |
| MF                      | 20 | Felipe       |     | 63e |
| DF                      | 15 | Cris         |     | 82e |
| Manager :               |    |              |     |     |
| Carlos Alberto Parreira |    |              |     |     |

## Effectif
Une première liste de 22 joueurs constituant l'équipe d'Argentine
Sélectionneur :  Marcelo Bielsa
| No. | Pos.      | Joueur                | Date de naissance et âge | Sélec. | Club                  |
| --- | --------- | --------------------- | ------------------------ | ------ | --------------------- |
| 1   | Gardien   | Roberto Abbondanzieri | 19 août 1972             |        | Boca Juniors          |
| 2   | Défenseur | Roberto Ayala         | 14 avril 1973            |        | Valencia CF           |
| 3   | Défenseur | Juan Pablo Sorín      | 5 mai 1976               |        | Cruzeiro EC           |
| 4   | Défenseur | Facundo Quiroga       | 10 janvier 1978          |        | VfL Wolfsburg         |
| 5   | Milieu    | Javier Mascherano     | 8 juin 1984              |        | River Plate           |
| 6   | Défenseur | Gabriel Heinze        | 19 avril 1978            |        | Manchester United     |
| 7   | Attaquant | Javier Saviola        | 11 décembre 1981         |        | Barcelona             |
| 8   | Défenseur | Javier Zanetti        | 10 août 1973             |        | Internazionale Milano |
| 9   | Attaquant | Luciano Figueroa      | 19 mai 1981              |        | Cruz Azul             |
| 10  | Milieu    | Andrés D'Alessandro   | 15 avril 1981            |        | VfL Wolfsburg         |
| 11  | Attaquant | Carlos Tévez          | 5 février 1984           |        | Boca Juniors          |
| 12  | Gardien   | Pablo Cavallero       | 13 avril 1974            |        | Celta de Vigo         |
| 13  | Défenseur | Diego Placente        | 24 avril 1977            |        | Bayer Leverkusen      |
| 14  | Défenseur | Clemente Rodríguez    | 31 juillet 1981          |        | Boca Juniors          |
| 15  | Défenseur | Leandro Fernández     | 30 janvier 1983          |        | Newell's Old Boys     |
| 16  | Milieu    | Lucho González        | 19 janvier 1981          |        | River Plate           |
| 17  | Défenseur | Mariano González      | 5 mai 1981               |        | US Palermo            |
| 18  | Milieu    | Kily González         | 7 août 1974              |        | Internazionale Milano |
| 19  | Milieu    | César Delgado         | 18 août 1981             |        | Cruz Azul             |
| 20  | Milieu    | Nicolás Medina        | 17 février 1982          |        | Sunderland AFC        |
| 21  | Attaquant | Mauro Rosales         | 24 février 1981          |        | Newell's Old Boys     |
| 22  | Défenseur | Fabricio Coloccini    | 22 janvier 1982          |        | AC Milan              |

### Buteurs
| Pos | Joueur              | Pays      | Buts |
| --- | ------------------- | --------- | ---- |
| 1   | Kily González       | Argentine | 3    |
| 1   | Javier Saviola      | Argentine | 3    |
| 3   | Luciano Figueroa    | Argentine | 2    |
| 3   | Lucho González      | Argentine | 2    |
| 3   | Carlos Tévez        | Argentine | 2    |
| 6   | Roberto Ayala       | Argentine | 1    |
| 6   | Andrés D'Alessandro | Argentine | 1    |
| 6   | César Delgado       | Argentine | 1    |
| 6   | Juan Pablo Sorín    | Argentine | 1    |

## Navigation